# Kati Winkler
Kati Winkler, verh. Schneider (* 16. Januar 1974 in Karl-Marx-Stadt) ist eine ehemalige deutsche Eiskunstläuferin, die im Eistanz startete.

## Werdegang
Kati Winkler ist die Tochter von Bernd Winkler und Christina Schmerbach. Sie hat eine Schwester. In Karl-Marx-Stadt kam sie mit sechs Jahren zum Eiskunstlaufen, war zunächst Einzelläuferin und wurde von Peter Meyer trainiert. Noch als Einzelläuferin ging sie 1985 nach Berlin und wurde dort von Jürgen Bertko trainiert.
Nachdem René Lohse zwei Jahre lang das Eiskunstlaufen für andere Sportarten aufgegeben hatte, fragte ihn Kati Winkler, ob er ihr Eistanzpartner werden wolle. Lohse stimmte zu und so trainierten beide ab 1987 bei Knut Schubert, der eigentlich auf Paarläufer spezialisiert war. Nach dem Karriereende des besten Eistanzpaares aus der DDR, Annerose Baier und Eberhard Rüger, war die Eiskunstlaufdisziplin Eistanz in der DDR von 1971 bis 1989 von der Bildfläche verschwunden. In diesem Zeitraum wurden keine nationalen Meisterschaften im Eistanz abgehalten. Kati Winkler und René Lohse wurden bei der Wiedereinführung der Disziplin 1990 die letzten Eistanzmeister der DDR.
1993 debütierten Winkler und Lohse bei Europameisterschaften und 1995 bei Weltmeisterschaften. 1996 wurden sie erstmals gesamtdeutsche Meister. Im selben Jahr gingen sie nach Oberstdorf zu Trainer Martin Skotnický. Sie starteten jedoch immer für den SC Berlin (früher SC Dynamo Berlin). Beide waren Zeitsoldaten und wurden von der Bundeswehr unterstützt. Ihre Choreografen waren Kelly Johnson, Marc Bogaerts und Werner Lipowsky.
1998 bestritten Winkler und Lohse ihre ersten Olympischen Spiele und beendeten sie auf dem zehnten Platz. Bei der Welt- und Europameisterschaft belegten sie jeweils den neunten Platz und waren damit in der erweiterten Weltspitze angekommen. In den nächsten vier Jahren zeigten sie kontinuierliche Leistungen bei Welt- und Europameisterschaften und erreichten Platzierungen von Rang fünf bis sieben. 2000 konnten sie sich als erste deutsche Eistänzer für das Grand-Prix-Finale qualifizieren. Dort wurden sie Fünfte. Bei ihren zweiten Olympischen Spielen belegten sie 2002 den achten Platz. Wenige Wochen zuvor hatte sich Lohse bei einem Trainingssturz am Knie verletzt. Im Sommer 2002 verletzte er sich erneut, als er in Oberstdorf einen Fahrradunfall hatte. Zwar erholte er sich wieder und qualifizierte sich mit seiner Eistanzpartnerin für das Grand-Prix-Finale, dieses mussten sie aber aufgrund einer Influenza bei Winkler und einer Muskelverletzung bei Lohse absagen. Wegen erneuter Bänderverletzungen in Lohses Knie verpassten sie die Weltmeisterschaft 2003 und die Europameisterschaft 2004. Gerade noch rechtzeitig wurde Lohse fit, um an der Weltmeisterschaft 2004 im eigenen Land, in Dortmund, teilnehmen zu können. Dort gewannen Kati Winkler und René Lohse die Bronzemedaille. Es war der größte Erfolg deutscher Eistänzer seit 1973 als Angelika und Erich Buck ihre letzte WM-Medaille gewonnen hatten. Neben den Bucks sind Winkler und Lohse die einzigen deutschen Eistänzer, die eine WM-Medaille erringen konnten. Nach ihrem Erfolg bei der Weltmeisterschaft beendeten Winkler und Lohse ihre Wettkampfkarriere.
Kati Winkler ist von Beruf Bürokauffrau. Sie hat zwei Töchter (geb. 2007 und 2010). Im Dezember 2008 hat sie den Zahnarzt Oliver Schneider geheiratet.

## Ergebnisse

### Eistanz
(mit René Lohse)
| Meisterschaft / Jahr           | 1990  | 1991  | 1992  | 1993  | 1994  | 1995  | 1996  | 1997  | 1998  | 1999  | 2000  | 2001  | 2002  | 2003  | 2004  |
| ------------------------------ | ----- | ----- | ----- | ----- | ----- | ----- | ----- | ----- | ----- | ----- | ----- | ----- | ----- | ----- | ----- |
| Olympische Winterspiele        |       |       |       |       |       |       |       |       | 10.   |       |       |       | 8.    |       |       |
| Weltmeisterschaften            |       |       |       |       |       | 19.   | 13.   | 12.   | 9.    | 7.    | 6.    | 7.    | 7.    |       | 3.    |
| Europameisterschaften          |       |       |       | 16.   |       | 15.   | 9.    |       | 9.    | 6.    | 5.    | 6.    |       | 5.    |       |
| Juniorenweltmeisterschaften    |       | 15.   | 8.    |       |       |       |       |       |       |       |       |       |       |       |       |
| Deutsche Meisterschaften       |       |       | 2.    | 2.    | 3.    | 2.    | 1.    |       | 1.    | 1.    | 1.    |       |       | 1.    | 1.    |
| DDR-Meisterschaften            | 1.    |       |       |       |       |       |       |       |       |       |       |       |       |       |       |
| –                              |       |       |       |       |       |       |       |       |       |       |       |       |       |       |       |
| Grand-Prix-Wettbewerb / Saison | 89/90 | 90/91 | 91/92 | 92/93 | 93/94 | 94/95 | 95/96 | 96/97 | 97/98 | 98/99 | 99/00 | 00/01 | 01/02 | 02/03 | 03/04 |
| Grand-Prix-Finale              |       |       |       |       |       |       |       |       |       |       |       | 5.    |       |       |       |
| Skate America                  |       |       |       |       |       | 4.    | 7.    | 6.    |       |       | 4.    |       |       |       |       |
| Skate Canada                   |       |       |       |       |       |       | 9.    |       |       |       |       |       |       |       |       |
| Cup of Russia                  |       |       |       |       |       |       |       |       |       |       |       |       |       | 4.    | 4.    |
| NHK Trophy                     |       |       |       |       |       |       |       |       |       | 4.    |       | 3.    |       | 2.    | 4.    |
| Trophée Lalique                |       |       |       |       |       |       |       | 5.    |       |       |       | 3.    |       |       |       |
| Nations Cup                    |       |       |       |       | 9.    | 6.    | 6.    | 7.    | 5.    | 3.    | 2.    | 4.    |       | 3.    | 2.    |